# Latana keijua
Latana keijua är en stekelart som beskrevs av Laurenne och Donald L.J. Quicke 2004. Latana keijua ingår i släktet Latana och familjen bracksteklar. Inga underarter finns listade i Catalogue of Life.